# Средний (остров, Керетский архипелаг)
Средний — остров в Кандалакшском заливе в составе Керетского архипелага. Административно расположен в Лоухском районе Республики Карелия. Площадь острова составляет около 3,2 км², максимальная высота над уровнем моря — 58,2 м.

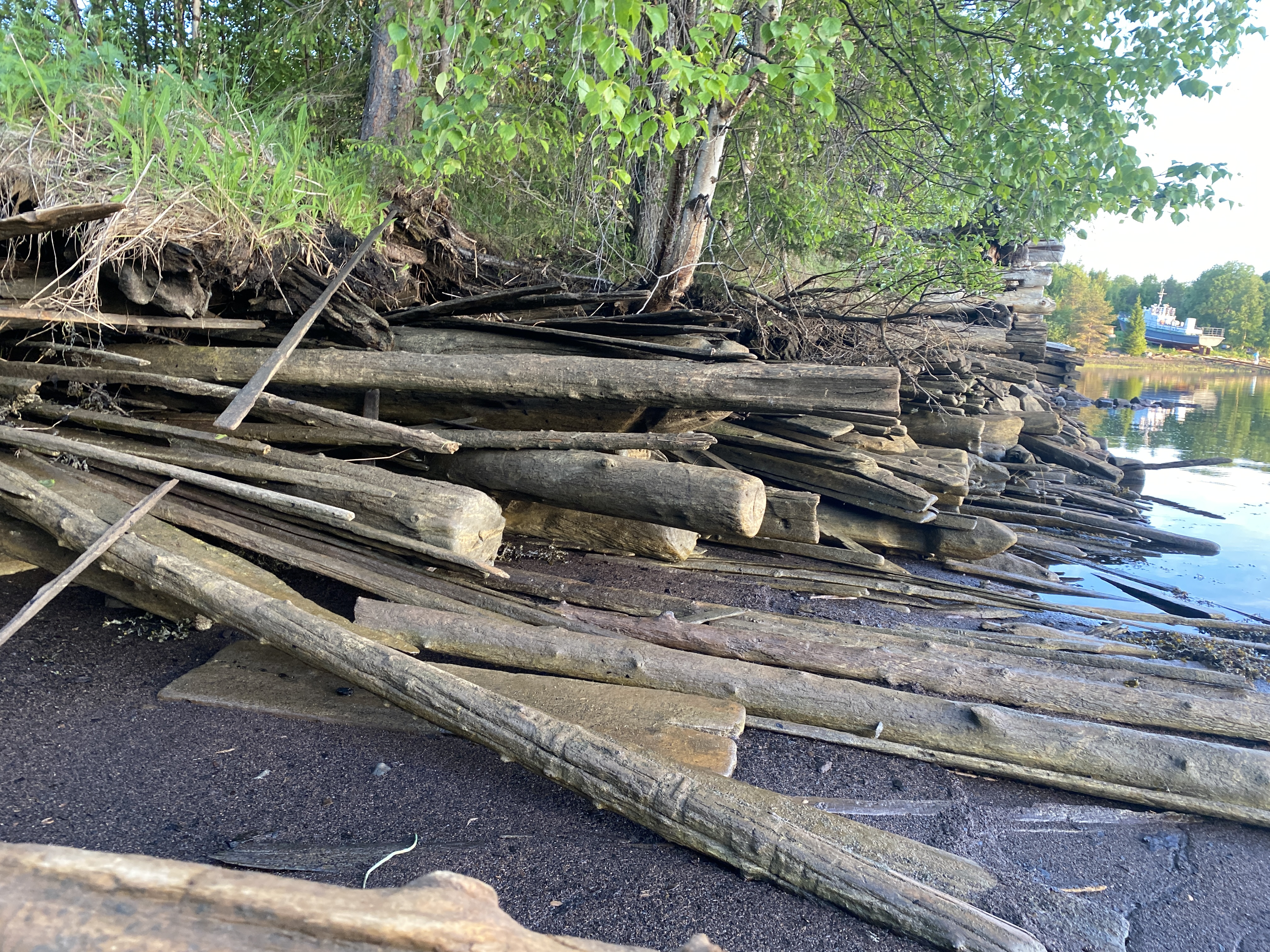
Древесина, оставшаяся после закрытия лесозаготовительного завода

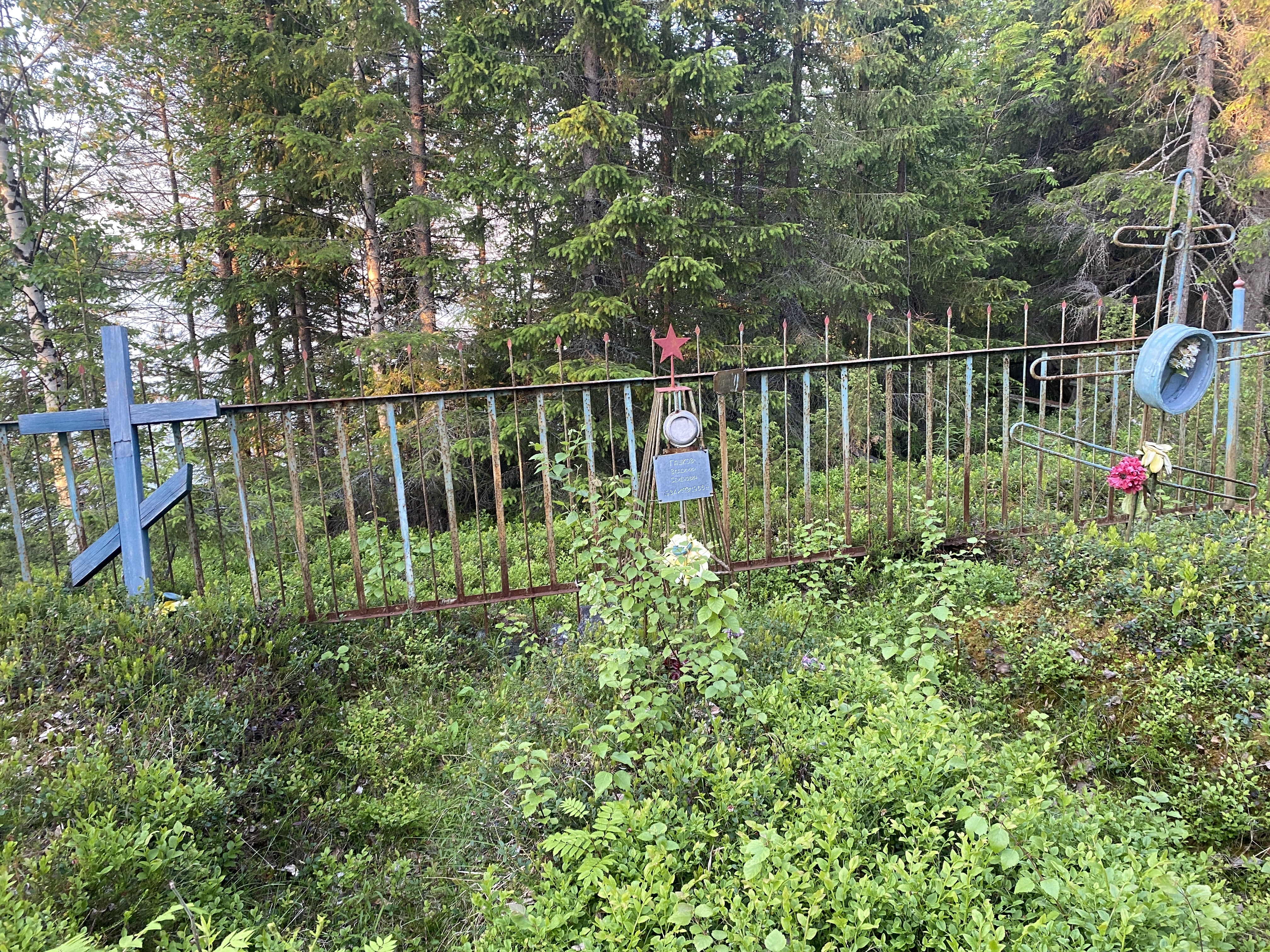
Могилы на старом кладбище

## История
До 1969 года на острове существовал Керетский лесозавод, основанный в 1881 году местным купцом, выходцем из крестьян-поморов Ф. Савиным. После закрытия лесозавода жители села Кереть, часть которого располагалась на острове, были переселены в близлежащие поселения.

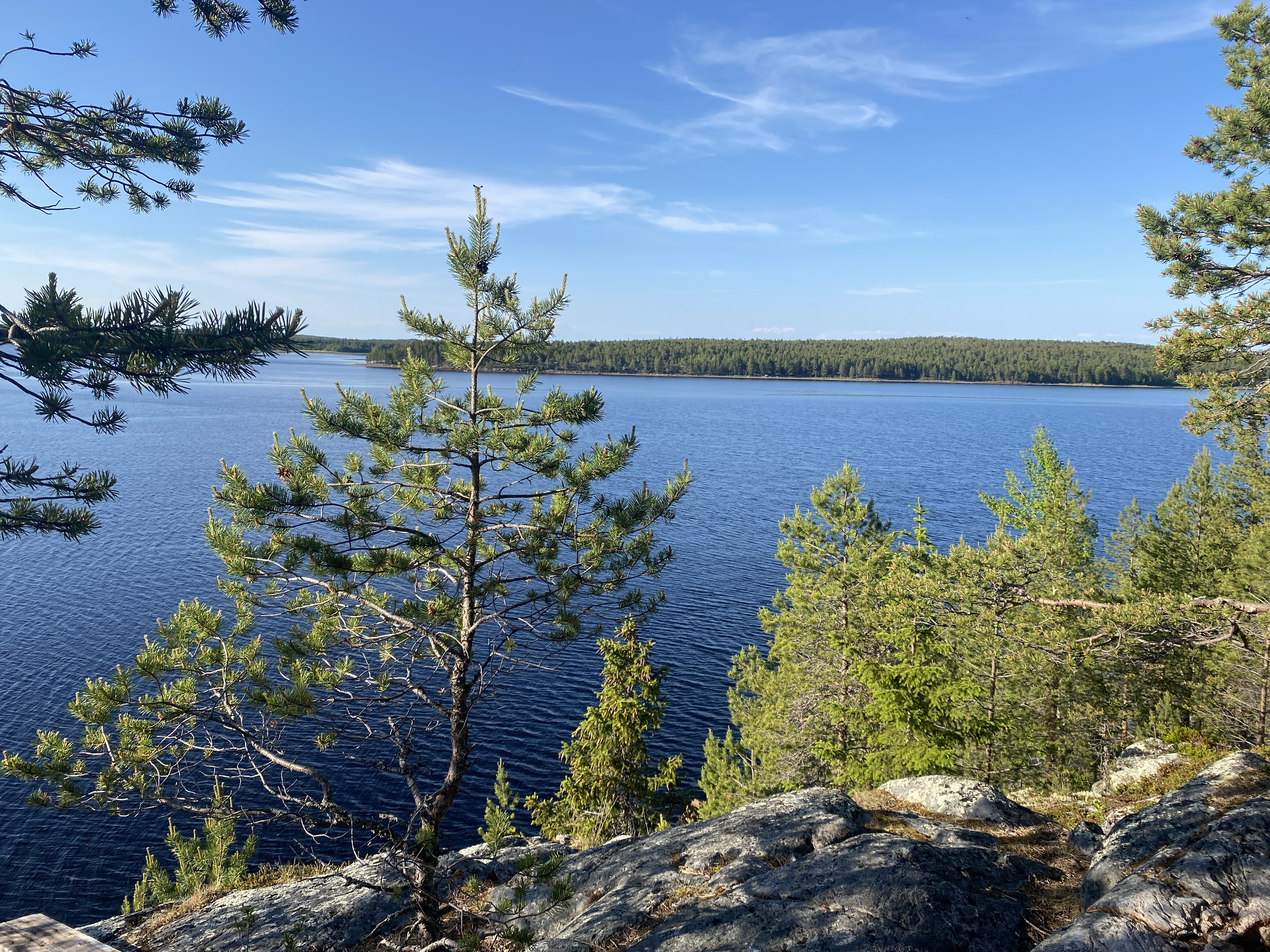
Вид с Лоцманской скалы

## Описание

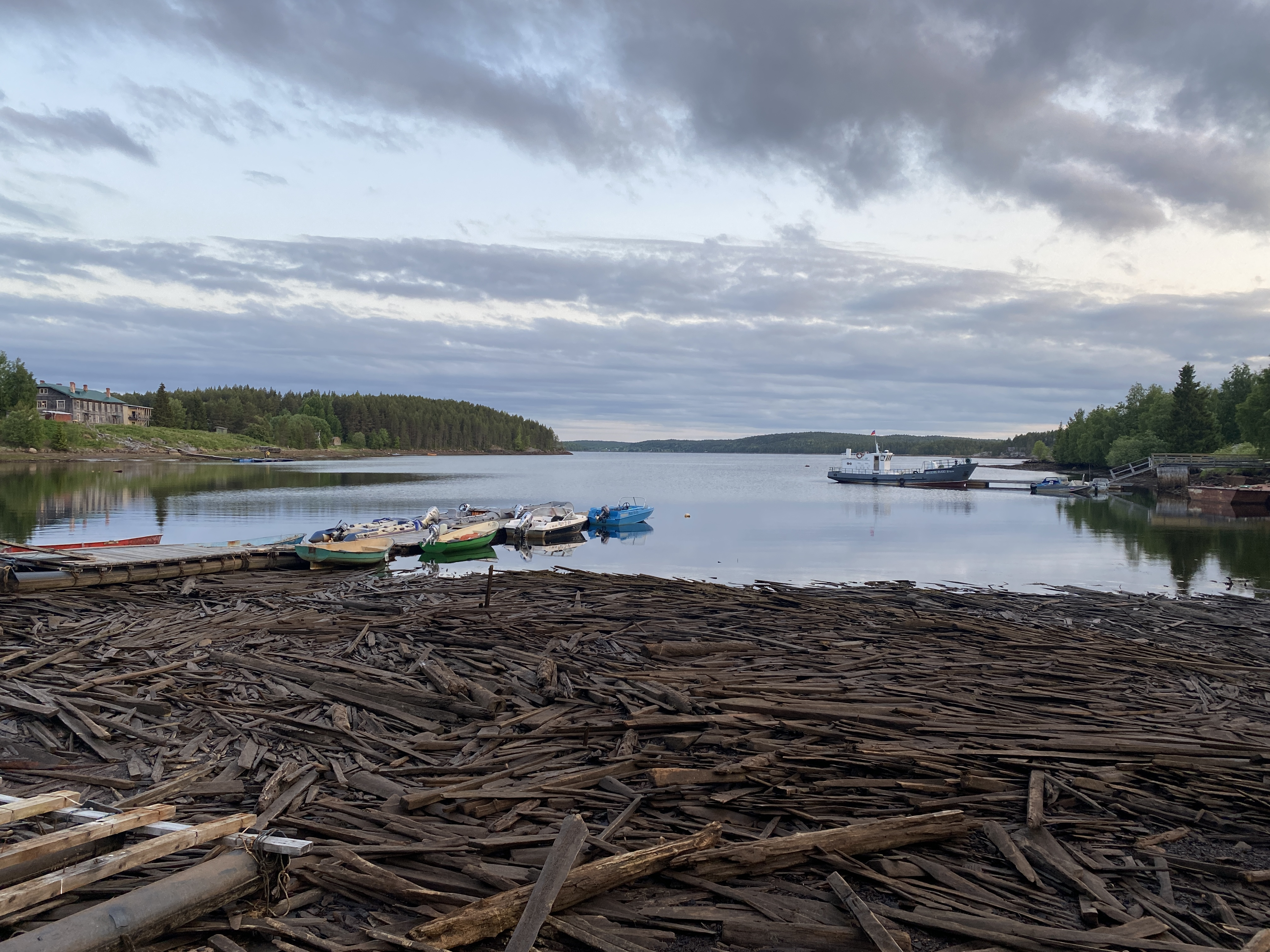
Фото бухты Наговицы во время отлива

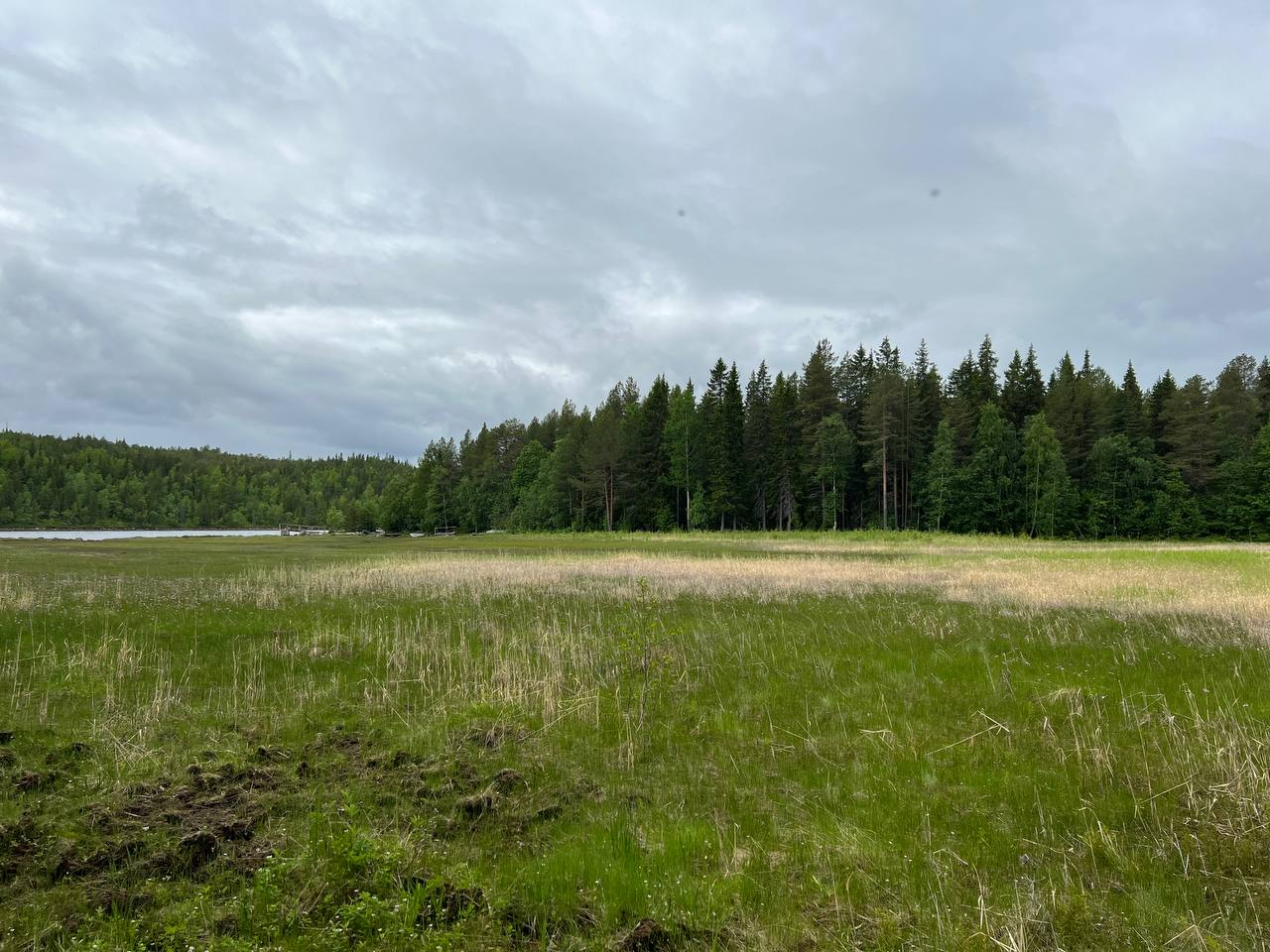
Маршевый луг возле биологической станции Казанского Федерального университета

Имеет каменистые берега. Максимальная высота острова 58,2 м. Растительность о. Средний, самого крупного из исследованных островов Керетского архипелага, наиболее разнообразна. Большая часть острова покрыта хвойными лесами. В настоящий момент на острове расположены биологическая станция Санкт-Петербургского государственного университета и морская биологическая станция Казанского университета.

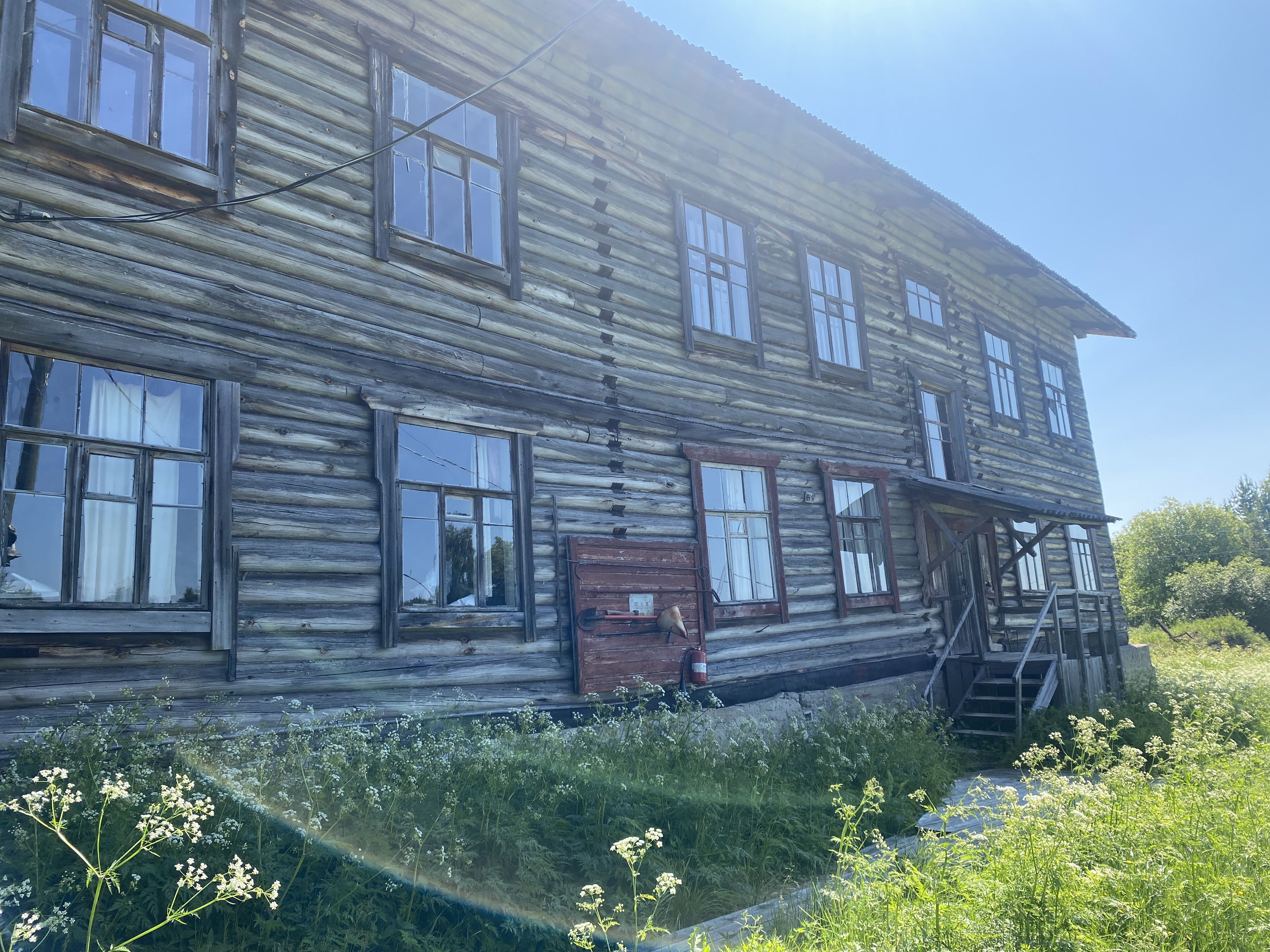
Учебный корпус используется для проведения практик младших и старших курсов биологического факультета Санкт-Петербургского государственного университета